# Bolzano–Darboux-tétel
A Bolzano–Darboux-tétel az analízisben a Bolzano-tétel egyenes következménye. Azt mondja ki, hogy minden folytonos függvény Darboux-tulajdonságú. Néha a tételt félreérthetően Darboux-tételnek is nevezik.

## A tétel
Ha f:J{\displaystyle \rightarrow }R folytonos függvény, akkor minden, az értelmezési tartományában lévő I intervallum esetén f(I) is intervallum.
A tételt úgy is megfogalmazhatjuk, hogy ha f: [a,b] {\displaystyle \rightarrow } R folytonos függvény és f(a) ≠ f(b), akkor tetszőleges f(a) és f(b) közötti y értékhez létezik olyan x ∈ (a,b), hogy f(x) = y. (Az egyenértékű megfogalmazásra vonatkozóan lásd: Darboux-tulajdonság.)

## Bizonyítás
Előrebocsátjuk, hogy a H ⊆ R halmaz pontosan akkor intervallum, ha minden a,b ∈ H esetén az (a,b) nyílt intervallum része H-nak. Belátjuk, hogy f(I) ilyen tulajdonságú.
Legyenek az y1 és y2 f(I)-beli pontok olyanok, hogy y1 < y2. Világos, hogy léteznek olyan I beli x1 és x2 pontok, hogy y1=f(x1) és y2=f(x2). Mivel f függvény és y1 ≠ y2, ezért x1 ≠ x2. Az általánosság megszorítása nélkül feltehető, hogy x1 < x2 (ellenkező esetben nevezzük át őket úgy, hogy teljesüljön a reláció).
A nyílt (y1,y2) intervallum része f(I)-nek, ugyanis legyen y ∈ (y1,y2) tetszőleges. Ezzel a ponttal definiáljuk a zárt intervallumon értelmezett
{\displaystyle f_{y}:[x_{1},x_{2}];x\mapsto f(x)-y}
leképezést. Ez folytonos, fy(x1)=y1-y<0 és fy(x2)=y2-y>0, így a Bolzano tétele szerint létezik zérushelye, mégpedig ez csak a nyílt (x1,x2) intervallumban lehet. Ha viszont x ∈ (x1,x2), olyan, hogy fy(x) = 0, akkor f(x)-y=0 és
{\displaystyle y=f(x)\,}
s mivel y tetszőleges volt, ezért az egész nyílt intervallum része f(I)-nek.
Természetesen y1=f(x1) és y2=f(x2) miatt a zárt intervallum is része f(I)-nek. QED

## Általánosítás
Tetszőleges {\displaystyle T_{1}} és {\displaystyle T_{2}} topologikus terek esetén ha {\displaystyle f} : {\displaystyle T_{1}}{\displaystyle \rightarrow }{\displaystyle T_{2}}
folytonos és {\displaystyle C} ⊆ {\displaystyle T_{1}} összefüggő, akkor {\displaystyle f} ({\displaystyle C}) is összefüggő. Figyelembe véve, hogy egy {\displaystyle C} ⊆ R halmaz pontosan akkor összefüggő az euklideszi metrika szerint, ha {\displaystyle C} intervallum, ez valóban a fenti tétel általánosítása.